# 1982 w muzyce

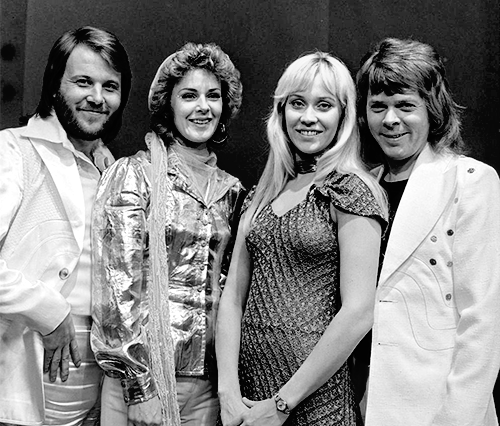
ABBA

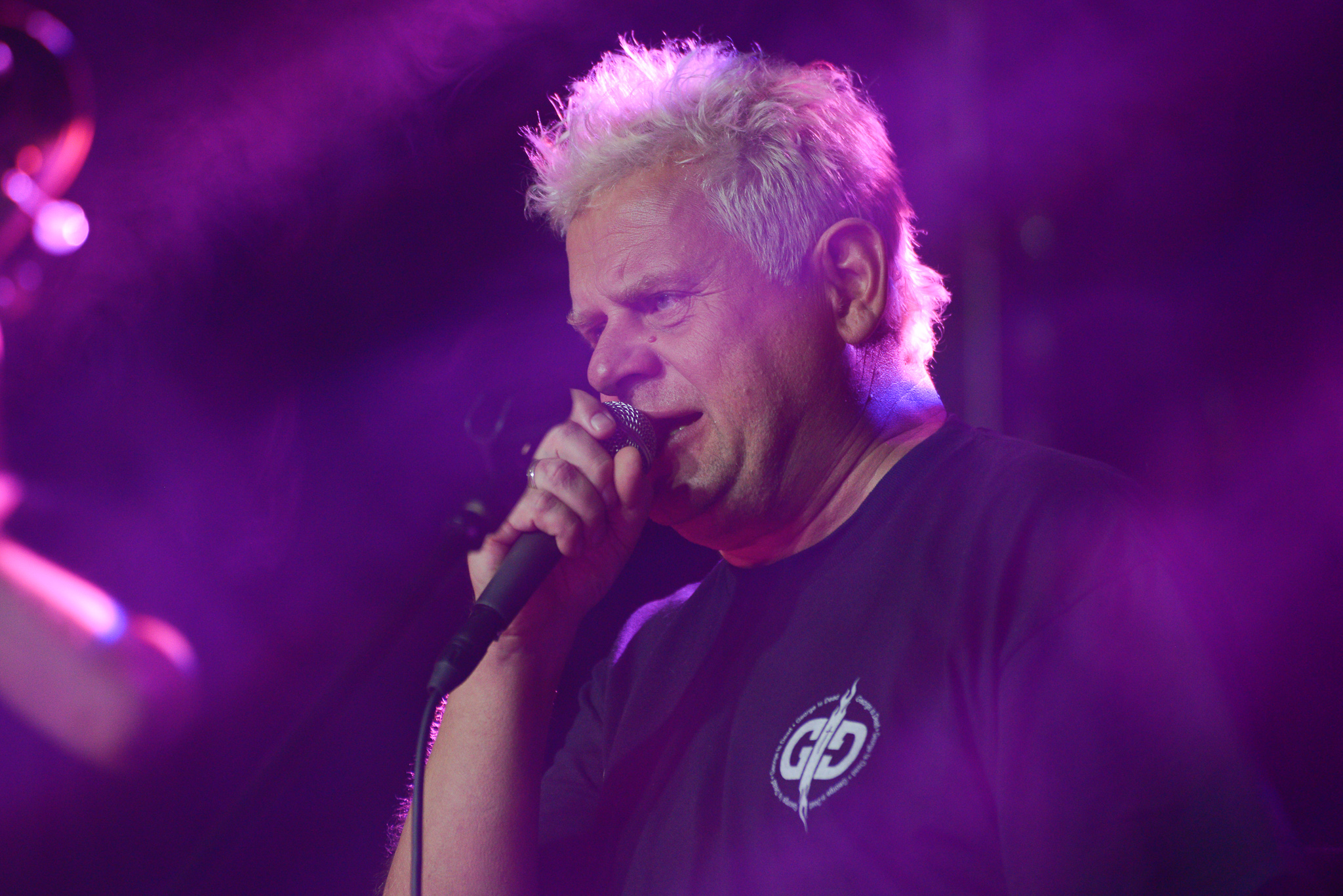
Kazik Staszewski

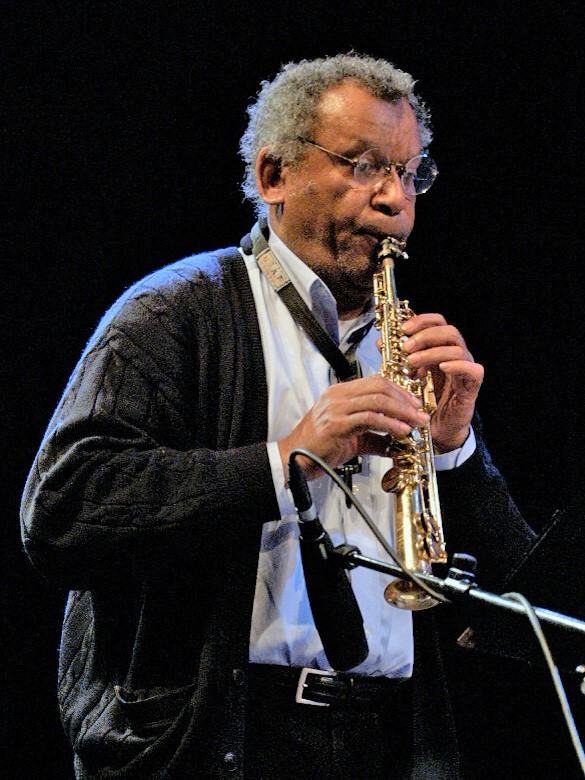
Anthony Braxton

Wydarzenia muzyczne w 1982 roku.

## Wydarzenia
- Zespół ABBA zawiesza swoją działalność[1].
- Powstaje zespół Alphaville
- Powstaje zespół A-Studio
- 18 marca – Anthony Braxton nagrywa w Ludwigsburgu swój album Open Aspects (Duo)[2]
- 6 kwietnia – Anthony Braxton nagrywa w Ludwigsburgu swój album Four Compositions (Solo, Duo and Trio)[2]
- W kwietniu rozpoczyna się europejska trasa zespołu Queen, promująca album Hot Space
- 7 lipca – Kazik Staszewski zakłada zespół Kult
- 19 lipca – Anthony Braxton nagrywa we Florencji swój album Six Duets[2]
- 24 lipca – Anthony Braxton podczas koncertu w Pizie nagrywa swój album Solo (Pisa)[2]
- 17 sierpnia – W Langenhagen niedaleko Hanoweru w Niemczech zaczęto masową produkcję płyt kompaktowych
- 7 września – Musical Cats rozpoczyna 18-letni okres grania na Broadwayu.
- 21 listopada – Grupa Lombard podczas koncertu w Filharmonii Szczecińskiej nagrywa longplay Live
- Sławomir Wierzcholski zakłada Nocną Zmianę Bluesa
- Z inicjatywy raperów Chuck D i Flavor Flav powstaje zespół hip-hopowy Public Enemy

## Urodzili się
- 1 stycznia – Amine, marokańsko-francuska piosenkarka
- 3 stycznia – Kasia Wilk, polska piosenkarka i prezenterka radiowa
- 4 stycznia
  - Mélanie Cohl, belgijska piosenkarka
  - Justin Townes Earle, amerykański muzyk country (zm. 2020)
- 7 stycznia – Piotr Sałajczyk, polski pianista klasyczny, pedagog
- 8 stycznia – Dan Tepfer, francusko-amerykański pianista jazzowy i kompozytor
- 9 stycznia
  - Weronika Korthals, polska piosenkarka, kompozytorka i dyrygentka, wokalistka zespołu Ha-Dwa-O!
  - Kalina Hlimi-Pawlukiewicz, polska piosenkarka, aktorka, kompozytorka, improwizatorka, scenarzystka i autorka tekstów
- 14 stycznia – Caleb Followill, amerykański wokalista i gitarzysta zespołu Kings of Leon
- 17 stycznia – Kerstin Ott, niemiecka piosenkarka, autorka tekstów, gitarzystka i DJ-ka
- 18 stycznia – Joanna Newsom, amerykańska wokalistka i harfistka
- 19 stycznia – Angela Chang, tajwańska piosenkarka i aktorka
- 23 stycznia – Oceana Mahlmann, niemiecka piosenkarka
- 25 stycznia
  - Shō Sakurai, japoński piosenkarz, autor tekstów, aktor, dziennikarz i prezenter telewizyjny, członek zespołu Arashi
  - Noemi, właśc. Veronica Scopelliti, włoska piosenkarka i autorka tekstów
- 29 stycznia – Adam Lambert, amerykański piosenkarz i aktor
- 31 stycznia – Elena Paparizou, grecka piosenkarka
- 3 lutego – Jessica Harp, amerykańska piosenkarka country
- 4 lutego – Kimberly Wyatt, amerykańska tancerka, piosenkarka i aktorka i projektantka mody
- 5 lutego – Wheesung, południowokoreański piosenkarz, producent muzyczny i aktor musicalowy (zm. 2025)
- 9 lutego
  - Dane Rumble, nowozelandzki piosenkarz
  - Ami Suzuki, japońska piosenkarka, autorka tekstów piosenek, modelka i tancerka
- 13 lutego – Michał Łanuszka, polski wokalista tworzący w kręgu poezji śpiewanej, gitarzysta, kompozytor, aktor
- 14 lutego – Irina Dubcowa, rosyjska piosenkarka, kompozytorka i poetka
- 17 lutego – Daniel Merriweather, australijski piosenkarz, autor tekstów i muzyk
- 18 lutego – bliźniaczki Miriam Nervo i Olivia Nervo, australijski DJ-ki i producentki muzyczne
- 19 lutego – Anna Nordell, szwedzka piosenkarka
- 26 lutego – Nate Ruess, amerykański piosenkarz, autor tekstów i muzyk zespołu Fun
- 2 marca – Ben Thapa, angielski śpiewak operowy (tenor) (zm. 2024)
- 5 marca – Bartosz Wrona, polski piosenkarz
- 8 marca – Marjorie Estiano, brazylijska aktorka i piosenkarka
- 11 marca
  - Bobina, rosyjski DJ i producent muzyczny
  - Mahan Moin, szwedzka piosenkarka irańskiego pochodzenia
- 14 marca – Joanna Kondrat, polska wokalistka, autorka tekstów piosenek
- 22 marca
  - Robert M, polski DJ, producent muzyczny, raper występujący jako Rozbójnik Alibaba oraz piosenkarz występujący jako Franko
  - Janusz Wawrowski, polski skrzypek i pedagog
- 26 marca – Jonida Maliqi, albańska piosenkarka i prezenterka telewizyjna
- 27 marca – Łukasz Gesek, polski piosenkarz muzyki disco polo
- 29 marca
  - Barei, właśc. Bárbara Reyzábal González-Aller, hiszpańska piosenkarka
  - Jay Brannan, amerykański wokalista, autor tekstów i aktor
- 31 marca
  - Jay Khan, brytyjski wokalista, były członek zespołu US5, założyciel zespołu Großstadt Freunde
  - Pjus, polski raper, felietonista i copywriter (zm. 2022)
- 3 kwietnia – Fler, właśc. Patrick Losensky, niemiecki raper
- 11 kwietnia – Sir Michu, właśc. Michał Kożuchowski, polski muzyk, kompozytor i multiinstrumentalista
- 12 kwietnia
  - Easton Corbin, amerykański piosenkarz country
  - Deen, właśc. Fuad Backović, bośniacki piosenkarz
- 17 kwietnia – Ding Dang, chińska piosenkarka
- 20 kwietnia – Krzysztof Urbański, polski saksofonista i kompozytor jazzowy
- 23 kwietnia – Taras Szewczenko, ukraiński muzyk, multiinstrumentalista, kompozytor i producent muzyczny, klawiszowiec i perkusista zespołu Go A
- 24 kwietnia – Kelly Clarkson, amerykańska piosenkarka i aktorka
- 25 kwietnia – Diana Schneider, niemiecka aktorka i piosenkarka
- 26 kwietnia – Nadja Benaissa, niemiecka piosenkarka marokańsko-serbsko-niemieckiego pochodzenia
- 28 kwietnia – Harry Shum Jr., amerykański aktor, tancerz, piosenkarz i choreograf
- 30 kwietnia – Kamil Barański, polski klawiszowiec, pianista, muzyk sesyjny, producent muzyczny
- 2 maja
  - Lorie, właśc. Laure Pester, francuska piosenkarka popowa
  - Piotr Kędzierski, polski dziennikarz radiowo-telewizyjny, prezenter telewizyjny i DJ
- 4 maja – Audrey Hannah, niemiecko-kanadyjska piosenkarka, autorka tekstów, tancerka baletowa i prezenterka telewizyjna
- 5 maja – Burak Yeter, turecki DJ i producent muzyczny
- 9 maja – Mihai Gruia, rumuński piosenkarz, muzyk i model
- 11 maja – Cory Monteith, kanadyjski aktor i piosenkarz (zm. 2013)
- 15 maja
  - Layal Abboud, libańska piosenkarka
  - Jessica Sutta, amerykańska aktorka, tancerka i piosenkarka, członkini zespołu The Pussycat Dolls
- 17 maja
  - Karolina Nowakowska, polska aktorka, tancerka i piosenkarka
  - Iwona Węgrowska, polska wokalistka
- 23 maja
  - Tristan Prettyman, amerykańska piosenkarka
  - Malene Mortensen, duńska piosenkarka
- 31 maja – Ahmed Chawki, marokański piosenkarz
- 5 czerwca – Przemek Cackowski, polski wokalista, kompozytor, autor tekstów (zm. 2020)
- 6 czerwca – Uku Suviste, estoński piosenkarz, autor tekstów, pianista i producent muzyczny
- 9 czerwca
  - Christina Stürmer, austriacka piosenkarka
  - Connect-R, rumuński raper, piosenkarz, autor tekstów i aktor
- 10 czerwca
  - Mats Björke, szwedzki klawiszowiec zespołu Mando Diao
  - Karolina Glazer, polska wokalistka jazzowa i kompozytorka
  - Laleh, irańsko-szwedzka piosenkarka, autorka tekstów, producentka muzyczna, gitarzystka, pianistka, aktorka i menedżerka
- 14 czerwca
  - Lang Lang, chiński pianista
  - Ørjan Nilsen, norweski DJ i producent muzyczny
  - Röya, właśc. Röyalə Yaqub gızı Nəcəfova, azerska piosenkarka
- 20 czerwca – Example, właśc. Elliot Gleave, brytyjski piosenkarz i raper
- 23 czerwca
  - Martin Rolinski, szwedzki piosenkarz polskiego pochodzenia
  - Johannes Stolle, niemiecki basista zespołu Silbermond
- 24 czerwca – Joanna Kulig, polska aktorka i piosenkarka
- 25 czerwca – Rain, właśc. Jung Ji-hoon, południowokoreański piosenkarz, autor tekstów, producent muzyczny i aktor
- 1 lipca – Mezo, właśc. Jacek Leszek Mejer, polski raper
- 2 lipca – Jołka, właśc. Jełyzaweta Waldemariwna Iwanciw, ukraińska piosenkarka
- 6 lipca – Tay Zonday, amerykański piosenkarz i kompozytor
- 7 lipca
  - Cassidy, właśc. Barry Adrian Reese, amerykański raper
  - Julien Doré, francuski piosenkarz, autor piosenek i aktor
- 15 lipca – Carl Espen, norweski piosenkarz i kompozytor
- 17 lipca – Natasha Hamilton, brytyjska piosenkarka i autorka tekstów, członkini zespołu Atomic Kitten
- 18 lipca – Priyanka Chopra, indyjska aktorka i piosenkarka
- 22 lipca – EliZe, właśc. Elise van der Horst, holenderska piosenkarka i autorka tekstów
- 23 lipca – Ace Wilder, szwedzka piosenkarka i autorka tekstów
- 27 lipca – Rebecca, szwedzka piosenkarka
- 1 sierpnia – Caroline Shaw, amerykańska kompozytorka, skrzypaczka i wokalistka; laureatka Nagrody Pulitzera
- 5 sierpnia – Antoine Hodge, amerykański śpiewak operowy (bas-baryton) (zm. 2021)
- 7 sierpnia – Martin Wucziḱ, macedoński piosenkarz
- 9 sierpnia – Jekaterina Samucewicz, rosyjska piosenkarka i aktywistka polityczna, członki zespołu Pussy Riot
- 13 sierpnia – Kalenna Harper, amerykańska piosenkarka, autorka tekstów, prezenterka telewizyjna i producentka muzyczna
- 16 sierpnia – Ummet Ozcan, turecko-holenderski DJ i producent muzyczny
- 27 sierpnia – Duke Dumont, brytyjski DJ i producent muzyczny
- 28 sierpnia
  - LeAnn Rimes, amerykańska piosenkarka country
  - Patryk Kumór, polski piosenkarz, autor tekstów, muzyk, kompozytor i producent muzyczny
- 29 sierpnia – Viljo Rantanen, fiński gitarzysta zespołu Teräsbetoni
- 31 sierpnia – Patrick Nuo, szwajcarski piosenkarz
- 4 września
  - Lou Doillon, francuska aktorka, modelka i piosenkarka
  - Hildur Guðnadóttir, islandzka kompozytorka, wiolonczelistka
- 5 września – Sway, właśc. Derek Andrew Safo, brytyjski muzyk ghańskiego pochodzenia
- 6 września – Marcin Masecki, polski pianista jazzowy i klasyczny
- 9 września – Francesco Gabbani, włoski piosenkarz
- 10 września – Lay Low, islandzka piosenkarka i muzyk
- 12 września – Misia Furtak, polska piosenkarka i basistka
- 13 września
  - Soraya Arnelas, hiszpańska piosenkarka
  - Maciej Fortuna, polski trębacz, kompozytor jazzowy i producent muzyczny
- 19 września – Skepta, właśc. Joseph Olaitan Adenuga Jr., brytyjski raper, autor tekstów, MC i producent muzyczny
- 22 września – Billie Piper, brytyjska piosenkarka pop
- 23 września – Jadwiga Postrożna, polska śpiewaczka operowa (mezzosopran)
- 25 września – Casper, właśc. Benjamin Griffey, niemiecko-amerykański raper
- 27 września – Lil Wayne, właśc. Dwayne Michael Carter Jr., amerykański raper
- 28 września
  - Nolwenn Leroy, francuska piosenkarka
  - Axel Hirsoux, belgijski piosenkarz
- 1 października – Sandra Oxenryd, szwedzka piosenkarka
- 2 października – Sati Kazanowa, rosyjska piosenkarka, modelka, aktorka i prezenterka telewizyjna
- 4 października – Claudisabel, właśc. Cláudia Isabel Leiria Madeira, portugalska piosenkarka (zm. 2022)
- 7 października – Li Yundi, chińska pianistka
- 9 października – Łukasz Dziedzic, polski aktor musicalowy, wokalista (baryton)
- 17 października – Krzysztof Urbański, polski dyrygent i kompozytor
- 18 października
  - Thierry Amiel, francuski piosenkarz pop i pop-rock
  - Switłana Łoboda, ukraińska piosenkarka
- 26 października – Ewelina Nowicka, polska skrzypaczka i kompozytorka
- 27 października
  - Joana Zimmer, niemiecka piosenkarka i modelka
  - Jessy Matador, kongijski piosenkarz
  - Litzy, meksykańska aktorka i piosenkarka
- 28 października – Vanja Radovanović, czarnogórski piosenkarz i autor tekstów
- 30 października – Chimène Badi, francuska piosenkarka
- 3 listopada – Pauline Kamusewu, szwedzka piosenkarka
- 10 listopada – Lilya Bekirova, uzbecka skrzypaczka
- 12 listopada – Ben Ivory, niemiecki piosenkarz i model
- 13 listopada – Rafał Sarnecki, polski gitarzysta jazzowy, kompozytor, aranżer i producent
- 15 listopada – Jenifer Bartoli, francuska piosenkarka
- 16 listopada – Andy Duguid, niemiecko-szkocki DJ i producent muzyczny
- 18 listopada
  - Olga Szomańska, polska wokalistka i aktorka estradowa
  - Gracia Baur, niemiecka piosenkarka
- 22 listopada
  - Steve Angello, grecko-szwedzki DJ i producent muzyczny
  - Chiwas, właśc. Marcin Siwek, polski raper, muzyk i autor tekstów, współzałożyciel zespołu Jeden Osiem L
- 23 listopada – Alda Risma, indonezyjska piosenkarka (zm. 2006)
- 28 listopada – DJ Unk, właśc. Anthony Platt, amerykański raper, DJ i producent muzyczny (zm. 2025)
- 30 listopada – Medina, duńska piosenkarka pop, dance i R&B
- 3 grudnia – Ola Trzaska, polska wokalistka jazzowa, kompozytorka, flecistka, autorka tekstów
- 4 grudnia – Marteria, właśc. Marten Laciny, niemiecki raper
- 5 grudnia – Keri Hilson, amerykańska piosenkarka
- 6 grudnia – Aleksander Domagalski, polski gitarzysta, kompozytor, współzałożyciel grupy rockowej CF98
- 8 grudnia – Nicki Minaj, amerykańska raperka, piosenkarka i aktorka
- 14 grudnia – DJ Assad, francuski DJ i producent muzyczny
- 15 grudnia – Mafia Mike, polski DJ i producent muzyczny, członek duetu Wet Fingers
- 16 grudnia
  - Marcin Banasik, polski kompozytor i pisarz
  - Cherise Roberts, brytyjska piosenkarka i autorka tekstów, członkini duetu Booty Luv
  - Mei Finegold, izraelska aktorka i piosenkarka
- 19 grudnia – Onar, właśc. Marcin Donesz, polski raper
- 24 grudnia – Masaki Aiba, japoński piosenkarz, prezenter telewizyjny i radiowy, członek zespołu Arashi
- 30 grudnia – Wesley Schultz, amerykański wokalista i gitarzysta zespołu The Lumineers
- 31 grudnia – Andreas Nowak, niemiecki perkusista zespołu Silbermond

## Zmarli
- 19 stycznia – Elis Regina, brazylijska piosenkarka (ur. 1945)
- 23 stycznia – Aleksander Dorian, polski autor piosenek, dyrygent i pianista (ur. 1903)
- 24 stycznia – Henryk Kowalski, polski skrzypek pochodzenia żydowskiego (ur. 1911)
- 17 lutego – Thelonious Monk, amerykański pianista jazzowy i kompozytor (ur. 1917)
- 25 lutego – Zhao Yuanren, chiński językoznawca, pisarz oraz kompozytor (ur. 1892)
- 26 lutego – Gábor Szabó, węgierski gitarzysta jazzowy (ur. 1936)
- 19 marca – Randy Rhoads, amerykański wirtuoz gitary z zespołu Ozzy’ego Osbourne’a (ur. 1956)
- 29 marca – Carl Orff, niemiecki kompozytor (ur. 1895)
- 11 kwietnia – Walter Graf, austriacki muzykolog i etnomuzykolog (ur. 1903)
- 16 kwietnia – Anatolij Aleksandrow, radziecki i rosyjski kompozytor, pianista i dyrygent; Ludowy Artysta ZSRR (ur. 1888)
- 26 kwietnia – Felix Greissle, austriacki dyrygent, pedagog i redaktor muzyczny (ur. 1894)
- 1 maja – William Primrose, amerykański altowiolista pochodzenia szkockiego (ur. 1904)
- 10 maja – Sierafim Miłowski, radziecki dyrygent chóralny, kompozytor, muzykolog, krytyk muzyczny i pisarz (ur. 1905)
- 12 maja – Humphrey Searle, angielski kompozytor i teoretyk muzyki (ur. 1915)
- 13 maja – Qara Qarayev, azerski kompozytor (ur. 1918)
- 15 maja – Jenő Ádám, węgierski kompozytor, dyrygent i pedagog muzyczny (ur. 1896)
- 17 maja – Władysława Markiewiczówna, polska pianistka, kompozytorka i pedagog (ur. 1900)
- 26 maja – Nanny Larsén-Todsen, szwedzka śpiewaczka operowa (sopran) (ur. 1882)
- 3 czerwca – Siergiej Bałasanian, ormiański kompozytor, dyrygent, pedagog (ur. 1902)
- 7 czerwca – Maria Bojar-Przemieniecka, polska śpiewaczka (sopran dramatyczny) i pedagog (ur. 1897)
- 9 czerwca – Bernard Heinze, australijski dyrygent (ur. 1894)
- 11 czerwca – Al Rinker, amerykański piosenkarz i kompozytor jazzowy (ur. 1907)
- 15 czerwca – Art Pepper, amerykański saksofonista jazzowy (ur. 1925)
- 26 czerwca – Andrzej Czajkowski, polski pianista i kompozytor pochodzenia żydowskiego (ur. 1935)
- 10 lipca – Maria Jeritza, czeska śpiewaczka operowa (sopran) (ur. 1887)
- 16 lipca – Patrick Dewaere, francuski aktor i kompozytor (ur. 1947)
- 22 lipca – Sonny Stitt, amerykański saksofonista jazzowy (ur. 1924)
- 9 sierpnia – Marian Radzik, polski kompozytor i pianista (ur. 1916)
- 26 sierpnia bądź 25 sierpnia – Anna German, polska piosenkarka i kompozytorka, aktorka (ur. 1936[3])
- 26 sierpnia – Adam Kreczmar, polski poeta, satyryk, autor tekstów piosenek (ur. 1944)
- 28 sierpnia – Ludwik Stefański, polski pianista, pedagog (ur. 1917)
- 6 września – Zofia Fedyczkowska, polska śpiewaczka operowa (sopran) (ur. 1900)
- 14 września – Christian Ferras, francuski skrzypek (zm. 1933)
- 3 października – Adam Kopyciński, polski dyrygent i kompozytor, profesor (ur. 1907)
- 4 października – Glenn Gould, kanadyjski kompozytor i pianista (ur. 1932)
- 16 października
  - Mario Del Monaco, włoski śpiewak operowy (tenor) (ur. 1915)
  - Jakov Gotovac, chorwacki kompozytor i dyrygent (ur. 1895)
- 26 października – Elna Gistedt, szwedzka śpiewaczka operetkowa (ur. 1895)
- 17 listopada – Eduard Tubin, estoński kompozytor i dyrygent (ur. 1905)
- 26 listopada – Juhan Aavik, estoński kompozytor, dyrygent i historyk muzyki (ur. 1884)
- 27 listopada
  - Salvador Contreras, meksykański kompozytor, skrzypek, dyrygent i pedagog (ur. 1910)
  - Filip Kutew, bułgarski kompozytor i dyrygent (ur. 1903)
- 2 grudnia – David Blue, amerykański piosenkarz i kompozytor związany z ruchem folkowym (ur. 1941)
- 17 grudnia – Philipp Jarnach, niemiecki kompozytor pochodzenia francuskiego (ur. 1892)
- 20 grudnia – Artur Rubinstein, polski pianista mieszkający w Stanach Zjednoczonych (ur. 1887[4])
- 27 grudnia – Constantin Régamey, polsko-szwajcarski kompozytor, krytyk muzyczny i indolog (ur. 1907)

## Albumy

### polskie
- Live – Brygada Kryzys
- Brygada Kryzys – Brygada Kryzys
- Za ostatni grosz – Budka Suflera
- Live – Ewa Demarczyk
- Supernova – Exodus
- Carmagnole 1981 – Jacek Kaczmarski
- Strącanie aniołów – Jacek Kaczmarski
- Królowie życia – Kombi
- O! – Maanam
- Przeprowadzka – Czesław Niemen
- UNU – Perfect
- Mobilization – Porter Band
- Święty spokój – Maryla Rodowicz
- Workoholic – String Connection
- Układy – Izabela Trojanowska
- Live – TSA

### zagraniczne
- Press the Eject and Give Me the Tape – Bauhaus
- The Sky’s Gone Out – Bauhaus
- The Hunter – Blondie
- Garlands – Cocteau Twins
- Hello, I Must Be Going! – Phil Collins
- Pornography – The Cure
- Plastic Surgery Disasters – Dead Kennedys
- A Broken Frame – Depeche Mode
- Love Over Gold – Dire Straits
- Troops of Tomorrow – The Exploited
- Something’s Going On – Frida
- Peter Gabriel – Peter Gabriel
- Higly Strung – Steve Hackett
- The Jimi Hendrix Concerts – Jimi Hendrix
- The Number of the Beast – Iron Maiden
- Thriller – Michael Jackson
- The Concerts in China – Jean-Michel Jarre
- Creatures of the Night – KISS
- Killers – KISS
- Coda – Led Zeppelin
- Complete Madness – Madness
- The Rise and Fall – Madness
- Battle Hymns – Manowar (debiut)
- Tug Of War – Paul McCartney
- Mama – Nomeansno
- Five Miles Out – Mike Oldfield
- Hot Space – Queen
- Silk Eletric – Diana Ross
- Signals – Rush
- Acting Very Strange – Mike Rutherford
- Blackout – Scorpions
- Cutting Corners – Secret Service
- …Famous Last Words… – Supertramp
- Time and Tide – Split Enz
- White Eagle – Tangerine Dream
- Toto IV – Toto
- Black Metal – Venom
- Rock n Roll Prophet – Rick Wakeman

## Muzyka poważna
- Powstaje Exeunt Lukasa Fossa[5][6]
- Powstaje For 200 Cellos (A Celebration) Lukasa Fossa[5][6]
- Powstaje Solo Observed Lukasa Fossa[6][7]
- Powstaje Rain Coming Tōru Takemitsu[8][9]
- Powstaje Rain Tree Sketch Tōru Takemitsu[8][10]
- Prawykonanie Kwartetu smyczkowego nr 1 Conlona Nancarrowa w Saarbrücken[11]

## Musicale
- Koty (Andrew Lloyd Webber) – na Broadwayu

## Nagrody
- Konkurs Piosenki Eurowizji 1982
  - „Ein bißchen Frieden”, Nicole